# Ordre de Bonne Espérance

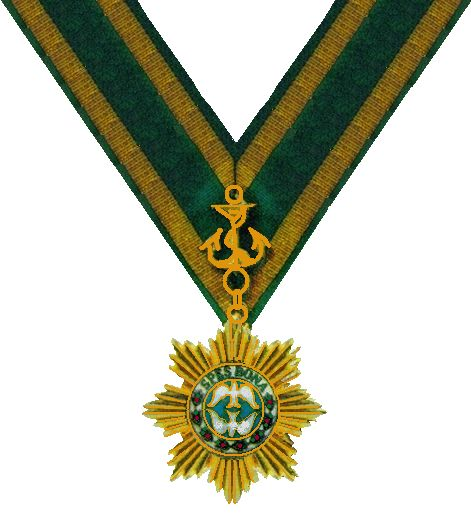
Collier et médaillon de l'Ordre de Bonne Espérance

Pour les articles homonymes, voir Bonne-Espérance.
L'ordre de Bonne Espérance (Order of Good Hope en anglais et Orde van de Goede Hoop en afrikaans) est, de 1973 à 2002, la plus haute distinction honorifique d'Afrique du Sud pouvant être accordée à des dignitaires étrangers pour les remercier de leur implications dans la paix, l'amitié et la coopération avec l'Afrique du Sud. 

## Présentation
La décoration se présente sous forme d'une étoile d'or à 8 branches composées chacune de 6 rayons. Dans le médaillon situé au centre de l'étoile, apparaissent deux oiseaux blancs sur fond bleu clair. Ce médaillon central est entouré d'un anneau de fleurs surmonté de la devise latine SPES BONA. Le médaillon est rattaché à une ancre d'or accrochée à un ruban.
Après la réforme de 1988, l'ordre de Bonne Espérance est organisé en cinq grades : 
- Grand-croix
- Grand officier
- Commandeur,
- Officier
- Membre

## Aperçu historique
L'ordre de Bonne Espérance est institué en 1973 en tant que plus haute distinction honorifique d'Afrique du Sud. Elle vise à remercier les dignitaires étrangers pour leur implication dans la paix, l'amitié et la coopération avec l'Afrique du Sud. 
De 1980 à 1988, cette distinction est aussi décernée à des citoyens sud-africains.  
À la fin des années 90, le premier président noir d'Afrique du Sud, Nelson Mandela, annonce une réforme de l'ordre perçu par le nouveau gouvernement comme un vestige de l'apartheid dont les symboles (couleurs, ancre, devise latine) sont estimés trop européens. Le nom même de la médaille est contesté au motif que Bonne Espérance rappellerait Vasco de Gama, considéré comme un symbole du colonialisme. Plusieurs noms sont proposés comme ordre de l'amitié ou ordre de la paix et de la bonne volonté.
Le coût de fabrication de la médaille de l'ordre de Bonne Espérance est aussi estimé prohibitif. 
C'est sous la présidence de Thabo Mbeki, en 2002, que l'ordre de Bonne Espérance est supprimé pour être remplacé par l'ordre des compagnons d'O.R. Tambo, qui comprend 3 grades.     

## Récipiendaires de la grand-croix (liste non exhaustive)
- l'ancien Premier ministre britannique Margaret Thatcher en 1991
- le président François Mitterrand en 1994
- le président Robert Mugabe du Zimbabwe en 1994
- la reine Élisabeth II en 1995
- le président Ben Ali de Tunisie en 1995
- le président Joaquim Chissano du Mozambique en 1995
- la Reine Marguerite II de Danemark en 1996
- le président Jacques Chirac en 1996
- le président Sam Nujoma de Namibie en 1996
- le colonel Kadhafi de Libye en 1997
- le président Moubarak d'Égypte en 1997
- le roi Carl XVI Gustaf de Suède en 1997
- le président Bill Clinton en 1998
- le président Fidel Castro de Cuba en 1998
- Yasser Arafat en 1998
- le roi Juan Carlos d'Espagne en 1999
- le président Jiang Zemin de Chine en 1999